# A Fábrica
A Fábrica és un curtmetratge brasiler produït el 2011. De gènere dramàtic, la pel·lícula, produïda en 35 mil·límetres, està escrita i dirigida per Aly Muritiba.
Produït per Grafo Audiovisual, el curt va comptar amb el suport de RPC TV (afiliat a Rede Globo a Paraná) per ser emès en un canal de televisió obert (a la “Casos e Causas” del programa Revista RPC) i l'estrena de la pel·lícula va tenir lloc el 20 de juliol de 2011 a la Cinemateca de Curitiba La localització principal de la pel·lícula va ser a l'edifici històric de l'antic Presídio do Ahú, a Curitiba.

## Nominacions i premis
Inscrit al Festival de Cinema de Brasília - edició 2011, la pel·lícula va ser seleccionada (entre 440 obres) per a la final de la categoria "Mostra Competitiva de Filmes de Curta Metragem" el setembre de 2011, demostrant ser un dels plats forts d'aquest festival, rebent els premis següents: Millor guió, Millor actriu (per Eloína Duvoisin) i Millor pel·lícula Jurat Popular.
El curt també va ser guardonat com a millor pel·lícula de ficció al Festival de Corea del Sud (el més important d'aquest tipus a Àsia), a més de ser seleccionat per al Festival Internacional de Curtmetratges de Clermont-Ferrand. En total, la producció va rebre 30 premis en diferents festivals que van competir. També va guanyar el premi al millor curtmetratge de la XVIII Mostra de Cinema Llatinoamericà de Catalunya.

## Sinopsi
La pel·lícula retrata el dia a dia d'un presoner (Metruti) i la intenció de convèncer la seva pròpia mare (Lindalva) perquè eludeixi la seguretat local per portar-li un mòbil.

## Repartiment
- Andrew Knoll
- Arnaldo Silveira
- Eloina Ferreira Duvoisin
- Louise Forghieri
- Ludmila Nascarela
- Marcel Szymanski
- Moa Leal
- Otavio Linhares